# 지도 (화성시)
지도는 경기도 화성시 우정읍 국화리에 위치한 무인도로, 면적은 17,583m2이다. 국화도의 남쪽에 위치하며, 육지와는 약 17.4km 떨어져 있다. 다른 이름으로 도지섬이 있다.

## 지리
남북의 길이는 270m, 동서의 길이는 120m이다. 동쪽 해안은 해변으로 되어 있고, 서쪽에는 해식애와 파식대가 발달해 있다. 섬을 구성하는 암석은 주로 편마암이다.
2008년의 조사에서 총 53종의 식물을 확인하였다. 소나무 군락이 섬의 90% 이상을 차지한다. 무척추동물의 경우 댕가리, 총알고둥, 고랑따개비, 무늬발게가 우점종이다. 그 밖에 해조류는 발견되지 않았다.